# Labrador retriever
A labrador retriever vagy labrador középméretű kutyafajta, melyet Nagy-Britanniában tenyésztettek ki a Szent János vizi kutyából. Őseit új-fundlandi halászok hozták magukkal Angliába, ahol céltudatos tenyésztőmunkával a világ egyik legkiválóbb vadászebét faragták belőle. Manapság az egyik legnépszerűbb fajta, amelyet barátságos, energikus, játékos természete miatt  főként házi kedvencként tartanak, de munkakutyaként is gyakran alkalmazzák a nagyfokú teherbírásából és emberközpontúságából kifolyólag. Bár régóta létezik, csak az 1900-as évek elején ismerték el önálló fajtának. 
A retriever szó a retrouve szóból származik, jelentése: visszahozni, apportírozni. Ez a tulajdonság nagy előny. Ez egy veleszületett készség, a labradornak olyan könnyed a fogása, hogy akár egy tojást is elhoz anélkül, hogy eltörné, éppúgy, mint közeli rokona, a golden retriever. A labradornak rövidebb, tömöttebb a szőre, mint a golden retrievernek, de mindkettőjük lételeme a víz. A labrador retrievert 1991-ben a világ legnépszerűbb kutyafajtájának nyilvánították.[forrás?]

## Származása, tulajdonságai
Nevével ellentétben nem a Labrador-félszigetről származik, hanem Új-Fundlandról, ahol a jeges vízben a halászok segítője volt. Nagyfokú vízszeretete miatt terjedt el az a legenda, amely szerint az újfundlandi és a vidra keresztezéséből származik. Angliába 1820 körül vitték be Új-Fundlandból. Malesburg gróf látta őket a tengerben, ahogy a tengerészekkel a mély vízben halakat fogdostak. Tetszését megnyerte, s így került Angliába. 1887-ben kapta a labrador nevet, ekkor már Angliában mint vadászkutya aratott sikert. A századfordulón angol arisztokraták újfundlandikat egyéb retriever fajtákkal, pointerrel és szetterekkel kereszteztek, így a tenyésztés során az ősénél rövidebb szőrű és finomabb testfelépítésű egyedek alakultak ki. Hengeres testű, erős állat. Széles, kissé burkolt koponya, gesztenyebarna vagy ébenfekete szem, rövid, kemény szőr, a vidráéhoz hasonló, erős, zászlótlan farok jellemzi. Farkát úszás közben kormányzásra használja. Többnyire jeltelen fekete,  csoki barna, vagy zsemle színű.
- Marmagassága:
  - kan: 56–57 cm
  - szuka: 54–56 cm
- Testtömege: 
  - kan: 35–40 kg
  - szuka: 30–35 kg
- Várható élethossz: 12-15 év.

Szőrzete rövidebb, tömörebb, mint a golden retrieveré. Szőre színe: fekete, zsemle és csoki barna, matt ezüst (nagyon ritkán) színű. Az a lényeg, hogy sohasem lehet foltokkal, csakis egyszínű labradort fogadnak el. Egyszerűen megbabonázza az embereket a gyönyörű tekintetével, a két szép mogyoróbarna szemével, még az is beleszeret, aki eddig tudomást sem vett az ebekről, kivéve ha nincs jól megnevelve és megtámad másokat. Ajánlott kor (ember): 13 év fölött. Könnyedén tartható fajta, de azért hétvégeként (legalább) neki is jár egy jó kiadós séta, nagyon szereti a kirándulásokat, hegymászásokat is. Ha kell, ott fekszik a gazdája mellett, de ha kell, akkor nagyon energikus is tud lenni. Vigyázni kell az etetéssel, nem kell túl sok ételt adni neki, mert könnyen elhízik. Középtermetű fajták közé tartozik. Imádja a családját, a gyerekeket is nagyon szereti, nem kell félteni tőlük, mert még a fül-farok ráncigálást is könnyen eltűri. Nagyon könnyedén tanul és elég magas az intelligenciája. Nem annyira jó házőrzőnek, hisz éveken keresztül azt tanították neki, hogy az erős állkapcsát ne használja – a vadászatokon nagyon ügyes és egy kis sebet sem ejt a vadon, szinte egy tojást is oda tudna a gazdájának vinni úgy, hogy nem lenne semmi baja sem. Érdemes kihasználni sokoldalúságát, mert ezt a fajtát szinte mindenre lehet használni. De az sem baj, ha egyszerűen csak kedvencként tartjuk. Fontos, hogy mindig kedvesen bánjunk vele, ugyanis érzékeny fajta. Ám imád az ember közelében maradni, ennek érdekében akár az ágyra is felmászik. Intelligens kutya, kevés tanítással is meg lehet tanítani neki alapokat, mint például az ül, fekszik, marad, stb. A labda visszahozása valamelyik labradornak magától értetődő, de van, amelyik maga szab labda-szabályokat: elrejti, elfut vele. A labradorról azt is tudni kell, hogy sok önálló "ötlete" van. Imádja az új szagokat, bármikor kész sétálni, kirándulni, és ha kert áll a rendelkezésére, ott is boldogan elvan. Két szőrrétege van, a második vízálló, ezért nem kell félteni a hideg víztől sem, persze hasa környékén ő is felfázhat, mint a többi kutya. Úszóhártyák találhatók lábujjai között, és vidrafarka van, amely segíti őt az úszásban. Tanulásban jelentősen motiválja egy-két falatka...egészséges fajta, ritkán pollenallergiája lehet, de csak tavasszal, és ez könnyen kezelhető, az állatorvos által felírt tablettával.
Ha házőrző kutyát akar, a labrador nem a legmegfelelőbb választás.

## Jelleme
Kiegyensúlyozott.
Nagyon életrevaló, kitűnő orrú, puha szájú, vízimádó kutya, jó alkalmazkodó képességű, rendkívül odaadó kísérő. Társaságkedvelő kutya,
Az agresszivitás és a félénkség egyaránt távol áll tőle. Nagyon értelmes állat, szeret a gazdájával és a gazdájának dolgozni. Engedelmes, készséges kutya fajta. Játékos, kitűnő szaglású. A család legideálisabb kutyafajtája.
A rideg tartást nem szereti, a családi környezetben jól érzi magát.

## Viszonya a gyermekekhez és más háziállatokhoz
A Labrador Retriever híres gyerekbarát természetéről, és jól alkalmazkodik a gyermekek által okozott zajhoz és felforduláshoz. Szívesen részt vesz játékokban és családi eseményeken. Ennek ellenére minden kutyának, így a Labradornak is, meg kell tanulnia, hogyan viselkedjen a gyermekek közelében, ugyanakkor a gyermekeket is meg kell tanítani a kutyával való megfelelő bánásmódra. Fontos a gyermek és a kutya közötti interakciók folyamatos felügyelete, hogy elkerülhető legyen a sérülés vagy baleset. A gyerekeket meg kell tanítani, hogy alvó vagy evő kutyához nem szabad odamenni, és soha nem szabad a kutya elől ételt elvenni. Egyetlen kutya, legyen bármennyire barátságos, sem maradhat felügyelet nélkül kisgyermekkel. Megfelelő szocializáció mellett a Labrador Retriever általában más kutyákkal, macskákkal és kisállatokkal is jól kijön.

## Alkalmazási területei

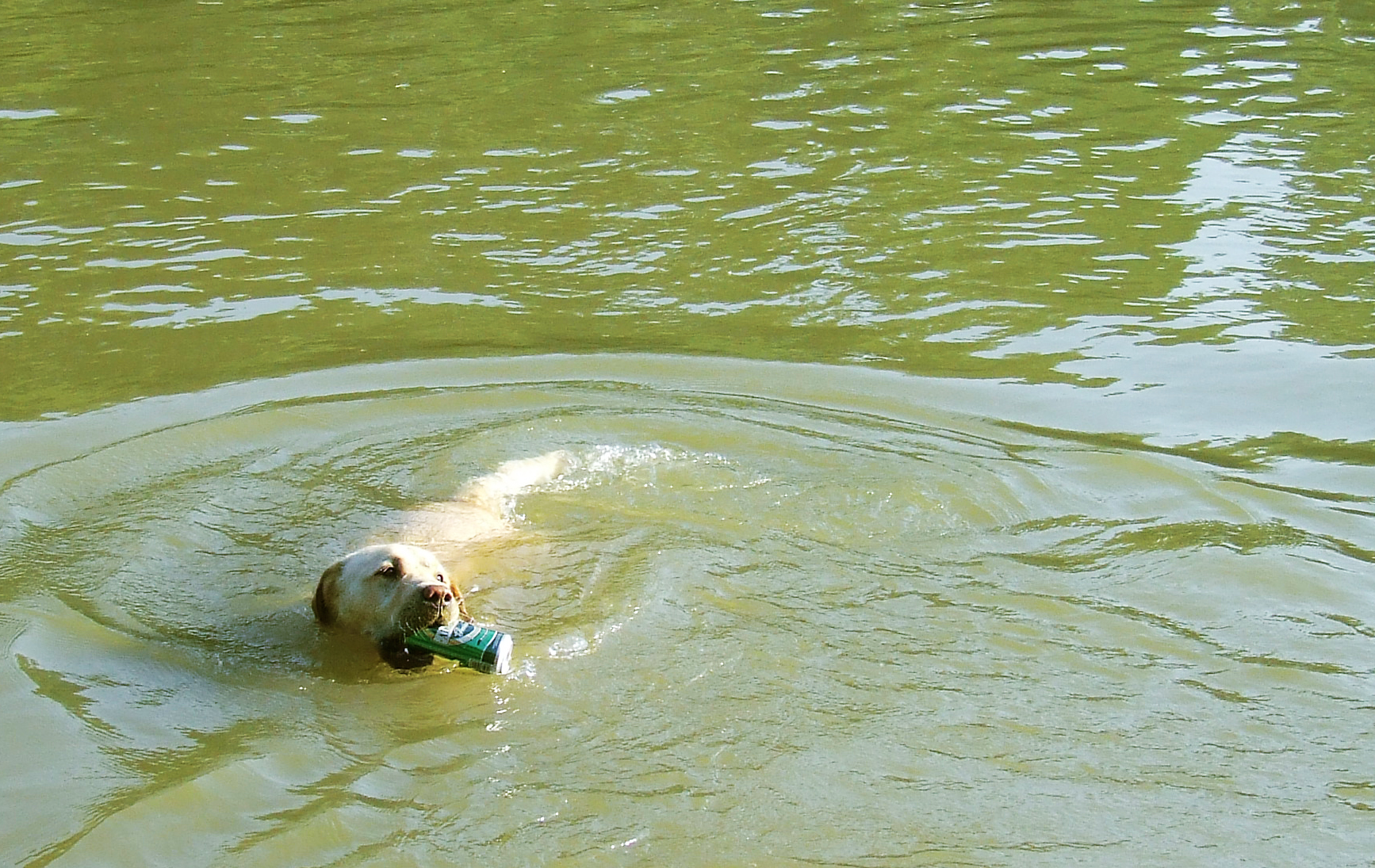
Szereti a vizet. Labrador a Tiszában

- Kábítószer-keresés
- Vakvezető kutya
- Vízi-mentő kutya
- Vadászat
- Házi kedvenc
- Szarvasgomba-keresés
- Kutató-mentés
- Gombászás
- Terápiás kutya

## Jellemzői
- Intelligens
- Családbarát
- Jól kijön más kutyákkal
- Játékos
- Kedves
- Aranyos
- Barátságos
- Okos
- Hűséges
- Vízimádó